# Albero del drago (araldica)
In araldica l'albero del drago compare solo in alcuni stemmi di araldica civica.

D'oro, all'albero del drago di verde sostenuto da un mare ondato d'argento e d'azzurro (stemma di Alajeró, Spagna)
D'oro, all'albero del drago al naturale; alla bordura di rosso caricata di quattro mele del campo (La Orotava, Spagna)

## Traduzioni
- Spagnolo: drago